# Aethes rutilana
Aethes rutilana es una especie de polilla del género Aethes, categorizada en la tribu Cochylini, de la subfamilia Tortricinae.

## Distribución
Se distribuye por Alemania.

## Taxonomía
Fue descrita por Hubner en 1817 y publicada en (Tortrix), Samml. Eur. Schmett. 7: pl. 39, fig. 249.